# 约瑟夫·绍尔姆
约瑟夫·绍尔姆（捷克語：Josef Šorm，1932年3月2日—），捷克前男子排球运动员。他曾代表捷克斯洛伐克国家队参加1964年夏季奥林匹克运动会排球比赛，获得一枚银牌。